# 大束重善
大束 重善（おおつか しげよし、安政3年8月21日（1856年9月19日） - 昭和10年（1935年）12月19日）は、日本の教育者・文部官僚。

## 経歴
結城藩出身。藩校で学んだ後、1875年（明治8年）に東京師範学校（後の東京高等師範学校）に入り、1886年（明治9年）に卒業した。東京府師範学校教師、東京府学務課勤務、東京府高等女学校校長を経て、1892年（明治25年）に群馬県師範学校校長に就任した。その後、群馬県視学官を経て、1906年（明治39年）に学習院教授・主事となった。1908年（明治41年）、東京府豊島師範学校開校とともに校長に就任した。
退官後は跡見女学校主事・理事を務めた。また帝国教育会の創設にも尽力した。

## 著作
- 「遺稿」「詞藻」（『大束重善先生』）

著書

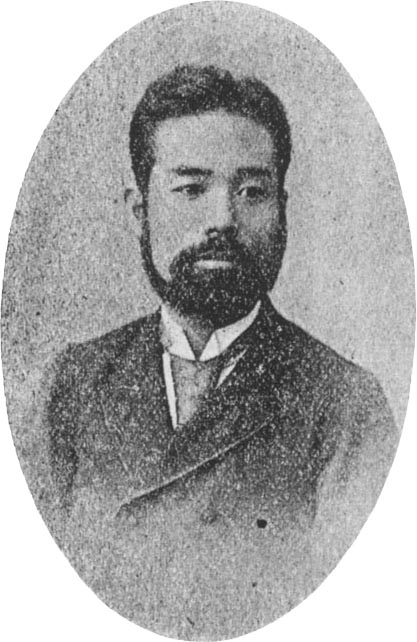
大束重善

- 『本邦教育史』 大日本図書、1894年11月
  - 石川松太郎監修 『日本教育史 4』 雄松堂出版〈教育史善本叢書〉、1988年1月
- 『科外読本 日支親善のかけはし』 宝文館、1926年7月

## 関連文献
- 角田伝編輯 『大束重善先生』 「大束重善先生」編輯所、1936年12月
- 鈴木博雄 「大束重善 : 学校教育一途の生涯」（唐沢富太郎編著 『図説 教育人物事典 : 日本教育史のなかの教育者群像 中巻』 ぎょうせい、1984年4月）